# Blautia luti
Espèce
Blautia luti est une espèce de bactéries gram positives de la famille des Lachnospiraceae.

## Description
C'est une bactérie à coloration de Gram positive.

## Taxonomie
Le nom correct complet (avec auteur) de ce taxon est Blautia luti (Simmering et al., 2002) Liu et al., 2008. Le nom de ce taxon a été validé la même année.
Blautia luti a pour synonyme :
- Ruminococcus luti Simmering et al., 2002

### Étymologie
L'étymologie de l'épithète l'espèce Blautia luti est la suivante : lu’ti. L. gen. neut. n. luti, de la boue.